# Паолізі
Паолізі (італ. Paolisi) — муніципалітет в Італії, у регіоні Кампанія, провінція Беневенто.
Паолізі розташоване на відстані близько 200 км на південний схід від Рима, 36 км на північний схід від Неаполя, 21 км на південний захід від Беневенто.
Населення — 2050 осіб (2014).
Покровитель — Андрій Первозваний.

## Демографія
Населення за роками:

Станом на 1 січня 2023 року в муніципалітеті офіційно проживало 145 іноземців з 17 країн, серед них 56 громадян країн Євросоюзу та 20 громадян України.

## Сусідні муніципалітети
- Аїрола
- Арпая
- Роккараїнола
- Ротонді